# Ole Rahmel
Ole Rahmel, né le 19 novembre 1989 à Achim, est un joueur allemand de handball, évoluant au poste d'ailier droit.

## Biographie
Rahmel commence à jouer au handball à l'âge de cinq ans. Dans sa jeunesse, il joue d'abord sur l'île de Norderney en mer du Nord au TuS Norderney, puis à l'OHV Aurich. Ole Rahmel étudie à l'internat de handball de Gummersbach et joue d'abord pour les équipes jeunes puis l'équipe réserve du VfL Gummersbach,. À partir de la saison 2007/08, il fait partie de l'équipe première en Bundesliga et marque trois buts en onze matches lors de sa première saison. Avec le VfL, il remporte la Coupe de l'EHF en 2009 et la Coupe d'Europe des vainqueurs de coupe en 2010 et 2011.
De 2011 à 2013, il joue au TUSEM Essen. Lors de la saison 2011/12, Rahmel est le meilleur buteur du 2.Bundesliga et monte en Bundesliga avec le TUSEM. Après la relégation de TUSEM en 2013, Rahmel est transféré au HC Erlangen, qu'il fait monter en Bundesliga avec 221 buts. À l'été 2017, Rahmel est transféré au THW Kiel. Avec Kiel, il remporte le championnat d'Allemagne en 2020, la Coupe d'Allemagne et la Coupe de l'EHF en 2019. Depuis juillet 2020, il est sous contrat avec le club portugais de première division Benfica Lisbonne.
Rahmel dispute son premier match international le 26 avril 2015 lors du match contre la Suisse.

## Palmarès
Compétitions internationales
- Vainqueur de la Coupe des coupes (C2) en 2010, 2011
- Vainqueur de la Coupe de l'EHF (C3) en 2009 et 2019

Compétitions nationales
- Vainqueur du championnat d'Allemagne en 2020
- Vainqueur de la Coupe d'Allemagne en 2019